# Taran en de Toverketel
Taran en de Toverketel (originele titel The Black Cauldron) is een Amerikaanse animatiefilm uit 1985, geproduceerd door Walt Disney Pictures. Het is de 25e lange tekenfilm van Walt Disney Studios.
De film is losjes gebaseerd op de eerste twee boeken van de vijfdelige kinderboekenserie De Avonturen van Taran van Lloyd Alexander. Deze boekenserie was op haar beurt geïnspireerd op verhalen uit de Welshe mythologie (de Mabinogion in het bijzonder).
Het is de enige lange Disney-tekenfilm tot nu toe waarin op grote schaal gebruik is gemaakt van horror.

## Het verhaal
Taran is een jonge varkenshoeder in het fictieve land Prydain, die bij de druïde Dallben inwoont. Hij droomt ervan om ooit een held of ridder te worden, maar voorlopig zit er weinig meer voor hem in dan varkenshoeden. Hij moet echter passen op het wel heel bijzondere varken Hen Wen, dat helderziend is. De gevreesde Gehoornde Koning, die erop uit is om de macht in Prydain te grijpen, is naar het varken op zoek om via Hen Wen te weten te komen waar de zwarte toverketel zich bevindt. Dit is een ketel met magische krachten, die eeuwen geleden op een speciale manier ontstond toen een kwaadaardige vorst als straf voor zijn slechte daden in een zee van kokend metaal werd geworpen. De Gehoornde Koning wil nu dankzij de toverkracht van deze ketel zijn eigen leger van gestorven soldaten weer tot leven wekken, en zo het hele land veroveren.
Dankzij de helderziendheid van Hen Wen krijgt Dallben weet van de slechte plannen van de Koning. Dallben geeft aan Taran de opdracht om Hen Wen verstoppen, wat in eerste instantie mislukt; Hen-Wen wordt op het open veld gegrepen door een gwythaint, een van de vliegende wyverns die er door de Koning op uit is gestuurd om te spioneren. Tevens ontmoet Taran hier het harige en altijd hongerige wezentje Gorgi, dat hem gezelschap wil blijven houden.
Taran bereikt het kasteel van de Gehoornde Koning. Hij weet zich enige tijd in de grote zaal verborgen te houden, terwijl de gevangen Hen-Wen van de Koning de opdracht krijgt te laten zien waar de toverketel is verborgen. Dan wordt Taran ontdekt. De Gehoornde Koning dreigt Hen-Wen ter plekke te zullen doden als het varken hem niet laat zien waar de toverketel zich bevindt. Hen-Wen weet inderdaad een visioen van de toverketel op te roepen, maar het is alweer weg voordat de Koning het ook kan zien. Taran weet Hen-Wen in veiligheid te brengen, maar wordt zelf in een kerker gevangengezet. Uiteindelijk weet hij zich te bevrijden. Ook kan hij een magisch zwaard bemachtigen, waarmee hij de wachters van de Koning tijdelijk weet tegen te houden. In de kerkers van het kasteel treft Taran tevens de gevangen minstreel Fliere Flam en prinses Eilonwy aan. De drie weten samen met Gorgi en Hen Wen uit het kasteel te ontsnappen. 
Het gezelschap besluit om bij elkaar te blijven en samen op zoek te gaan naar de magische ketel. Ze belanden in een bos, waar ze na wat omzwervingen bij een elfenvolk belanden. De elfenhoofdman Eidilleg helpt Taran en zijn vrienden verder op weg, door te onthullen dat de toverketel in de moerassen van Morva verborgen is. De vrienden besluiten aldaar verder te zoeken. Ze laten Hen-Wen achter bij de elfen, die beloven op het varken te zullen passen. 
De toverketel blijkt in handen te zijn van de drie heksen Orddu, Orwen en Orgoch, die in een hutje ergens midden in de moerassen wonen. Taran staat zijn magische zwaard uiteindelijk af aan de heksen, in ruil voor de toverketel die even later vanuit de grond opduikt. De ketel niet kan worden vernietigd; wel kan zijn verderfelijke kracht worden tegengehouden wanneer iemand zichzelf zich vrijwillig opoffert door in de ketel te springen.
Dan wordt het gezelschap gevangengenomen door de soldaten van de Gehoornde Koning, die Taran en zijn vrienden is blijven volgen. Zonder zwaard kan Taran zich niet meer verdedigen. De Koning weet zodoende de toverketel toch in handen te krijgen. Taran en zijn vrienden worden in het kasteel van de Gehoornde Koning vastgebonden, zodat ze met hun eigen ogen diens triomf moeten aanschouwen. De Gehoornde Koning begint dankzij de kracht van de toverketel met het creëren van een leger zombies die alles wat ze op hun pad tegenkomen, ter plekke kunnen doden.
Gorgi, die als enige van het gezelschap is ontsnapt, slaagt erin Taran en de rest van de vrienden te bevrijden. Vervolgens verhindert Gorgi ook het plan van de Koning door uit vrije wil in de ketel te springen, nadat Taran dit eerst wilde doen. Doordat de kracht van de ketel nu is gebroken, sterven de tot leven gewekte zombies weer nog voordat ze het kasteel goed en wel hebben kunnen verlaten. De woedende Gehoornde Koning wil nu eerst zijn helpertje Kruiper offeren. Kruiper wijst echter Taran, die inmiddels in het kasteel op de grond ligt en naar de ketel toe dreigt te worden gezogen, aan als de echte schuldige. De Koning besluit vervolgens uit wraak Taran te offeren aan de toverketel, die op een nieuw levend slachtoffer uit is zodat zijn eigen krachten weer terugkomen. Taran weet de Gehoornde Koning echter van zich af te duwen, waarna de Koning zelf in de macht van de toverketel raakt en door de ketel wordt opgezogen. 
Het kasteel van de Gehoornde Koning stort geheel in nu diens macht en heerschappij ten einde zijn, maar Taran en zijn vrienden kunnen op tijd ontkomen. De onverwoestbare toverketel graaft zichzelf in, om even later een eind verderop weer op te duiken. Dan zijn ook Orddu, Orwen en Orgoch weer ter plekke. De drie heksen komen de ketel opnieuw voor zichzelf opeisen, aangezien Taran er niets aan heeft. Ze bieden in ruil voor de ketel eerst het magische zwaard weer aan. Fliere Flam weet een betere deal; hij laat de heksen in ruil voor de toverketel ervoor zorgen dat Gorgi terugkeert. Gorgi blijkt tegen de verwachtingen in nog te leven. Het gezelschap is hierdoor weer compleet en de gelukkige Taran keert samen met zijn vrienden terug naar Dallben, die dankzij Hen Wens helderziendheid al van de goede afloop op de hoogte is.

## Rolverdeling

### Engelse stemmen
| Acteur                          | Personage       |
| ------------------------------- | --------------- |
| Grant Bardsley                  | Taran           |
| Susan Sheridan                  | Prinses Eilonwy |
| Freddie Jones                   | Dallben         |
| Nigel Hawthorne                 | Fflewddur Fflam |
| Arthur Malet                    | King Eidilleg   |
| John Byner                      | Gorgi/Doli      |
| Eda Reiss Merin                 | Orddu           |
| Adele Malis-Morey               | Orwen           |
| Billie Hayes                    | Orgoch          |
| Phil Fondacaro                  | Creeper         |
| John Hurt – De Gehoornde Koning |                 |
| John Huston – Verteller         |                 |

### Nederlandse stemmen
| Acteur              | Personage        |
| ------------------- | ---------------- |
| Vincent Croiset     | Taran            |
| Nathalie Wijers     | Prinses Eilonie  |
| Peter Aryans        | Dalban           |
| Luc Lutz            | Fliere Flam      |
| Coen Flink          | Gehoornde koning |
| Henk Votel          | Gorgi            |
| Eric van Ingen      | Koning Eidilleg  |
| John Kraaijkamp sr. | Doli             |
| Tonny Huurdeman     | Orddu            |
| Adèle Bloemendaal   | Orwen            |
| Carry Tefsen        | Orgoch           |
| Joost Prinsen       | Kruiperd         |
| Jules Croiset       | Verteller        |

## Achtergronden
Taran en de Toverketel verschilt in een aantal opzichten opmerkelijk van alle andere lange Disney-tekenfilms. Hoewel de film zoals gebruikelijk ook humoristische scènes kent, is de sfeer over het algemeen veel beklemmender en griezeliger. Ook zijn er geen speciale liedjes die door de diverse karakters worden gezongen, normaal gesproken een van de vaste onderdelen in de lange Disney-animatiefilms. 
Het verschil is terug te zien in de beoordeling die de film wereldwijd kreeg. In Nederland is het bijvoorbeeld de enige tekenfilm van Walt Disney die niet geschikt wordt geacht voor alle leeftijden, maar met de kijkwijzer "meekijken gewenst vanaf 6 jaar".

### Productie
Taran en de Toverketel was de eerste film waarin Disney experimenteerde met het APT-proces, welke diende als vervanging voor de klassieke xerografie. Deze techniek bracht echter wel extra kosten met zich mee. De film werd hierdoor uiteindelijk de duurste film van 1985. Ook was Taran en de Toverketel de eerste Disneyfilm waarin computeranimatie werd gebruikt (CGI).
Disney putte voor deze film tevens enige inspiratie uit Ralph Bakshi's The Lord of the Rings (1978), de eerste verfilming van In de Ban van de Ring van J.R.R. Tolkien.

#### Aanpassingen en inkortingen
Al tijdens de productie ontstond bij Disney de vraag of de film wellicht te eng en grimmig zou worden voor het doelpubliek. Daarom en omdat de film oorspronkelijk sowieso nogal lang was, werd er flink in het oorspronkelijke scenario gesnoeid. Enkele scènes in het bos zijn ingekort of helemaal verdwenen; zo werd de scène weggelaten waarin Taran en zijn vrienden tijdens hun zwerftocht door het bos in een draaikolk belanden en gezamenlijk het bewustzijn verliezen, om vervolgens bij de elfen te ontwaken. Daarnaast is er vooral gesnoeid in de scènes met het tot leven gewekte ondode leger, omdat deze voor jonge kijkers te gruwelijk werden geacht. Een scène waarvan duidelijk merkbaar is dat hij in de eindversie van de film is verwijderd, is die waar via een silhouet te zien is hoe een van de zombies die uit de ketel komt een gewone krijger van de Gehoornde Koning ter plekke doodt. Hierdoor is er een duidelijke onderbreking van de muziek in de geluidsband te horen. Andere verwijderde scènes zijn die waarin Taran een vijand doodt met zijn zwaard, en een waarin een man oplost in mist. Alles bij elkaar zijn er aldus 10 tot 15 minuten van de oorspronkelijke film verdwenen.
Al deze aanpassingen in het script konden echter niet voorkomen dat critici de film nog steeds te grimmig vonden voor kijkers van alle leeftijden. De MPAA gaf de film bij de originele uitgave in het MPAA-keuringssysteem een PG-rating; de eerste keer ooit dat een Disneyfilm een dergelijke rating kreeg. De film dreigde in dit systeem zelfs een "PG-13"- of "R"-rating te krijgen indien bovengenoemde scènes niet zouden zijn verwijderd.
Sinds september 2009 is een geremasterde versie van de film in omloop, maar hierbij zijn de in 1985 verwijderde scènes niet teruggeplaatst. Na een petitie voor een ongecensureerde versie kwam Disney met een reactie dat na zoeken in de archieven vooralsnog geen 'ongealterd filmnegatief' is teruggevonden.

### Uitgave en ontvangst
De film werd voor het eerst uitgebracht op 24 juli 1985. Na deze originele uitgave is de film lange tijd uit de roulatie geweest. Pas op 4 augustus 1998 kwam de film uit op VHS. Op 3 oktober 2000 verscheen de DVD-versie.
De film was bij de originele uitgave financieel een grote mislukking, maar heeft in de loop der jaren toch min of meer een cultstatus verkregen.